# Dongjiao (socken i Kina, Henan)
Dongjiao (kinesiska: 东郊, 东郊乡) är en socken i Kina. Den ligger i provinsen Henan, i den centrala delen av landet, omkring 68 kilometer öster om provinshuvudstaden Zhengzhou. Antalet invånare är 43 109. Befolkningen består av 21 790 kvinnor och 21 319 män. Barn under 15 år utgör 18,0 %, vuxna 15-64 år 73 %, och äldre över 65 år 7,0 %.
Genomsnittlig årsnederbörd är 681 millimeter. Den regnigaste månaden är juli, med i genomsnitt 182 mm nederbörd, och den torraste är januari, med 4 mm nederbörd.